# Тольяттинская филармония
Тольяттинская филармония — государственное учреждение культуры Самарской области, основанное 16 апреля  1992 года и расположенное в городе Тольятти.
Филармония ведёт концертную, музыкально-лекционную деятельность.
Ежегодно концерты филармонии посещает около 100 тысяч человек.

## Коллективы и исполнители
- Симфонический оркестр. Создан в 1991 году, статус филармонического приобрёл в 1994 году. С 1994 по 2017 годы симфоническим оркестром филармонии руководил Заслуженный артист России (2004) Алексей Воронцов[2].
- Джазовый оркестр (художественный руководитель и дирижёр — заслуженный артист Самарской области— Валерий Мурзов). Создан в 1998 году на базе эстрадного оркестра цирка, существовавшего с 1993 года[3].
- Русский оркестр (Оркестр русских народных инструментов) (художественный руководитель и дирижёр — заслуженный артист Самарской области[4] Василий Кормишин). Создан в 2007 году. Первым дирижёром был Александр Викторович Шведов[5].

## Главные дирижёры симфонического оркестра Тольяттинской филармонии
Воронцов Алексей Павлович (1991—2017), Верховен Алексей Александрович (2019—2021), Мокеров Игорь Александрович (с 2022 г.) http://filarman.ru/symphony/

## Местоположение и история
Здание филармонии расположено по адресу улица Победы, дом 42. Здание филармонии является частью ансамбля застройки Площади Искусств, было построено по титулу завода «КАТЗ» как многофункциональный клуб на 800 мест по типовому проекту 169—129, разработанному институтом «Гипрогор» в 1959 г.
Филармония в Тольятти появилась 15 апреля 1980 года как отделение (филиал) Куйбышевской государственной филармонии (Городской архив Р-230,о.1, д.297). Первый директор филиала — заслуженный работник культуры РФ Г. А. Сапожинский. Самостоятельной муниципальной концертной организацией Тольяттинская филармония стала 16 апреля 1992 года (преобразовано Постановлением главы Администрации г. Тольятти № 258 от 16.04.92 по инициативе Прасолова Е. Н.). Первый директор Тольяттинской филармонии — Заслуженный деятель искусств Прасолов Е. Н. В 2022 году филармония передается в подчинение министерства культуры Самарской области и становится государственным учреждением культуры.
В 1994 г. филармония становится базой для симфонического оркестра, в 1998 году в неё приходит джаз-оркестр, в 2007 г. на базе филармонии образуется оркестр русских народных инструментов. С 2007 г. по 2011 годы в филармонии действовал Камерный хор «Гармония» (художественный руководитель — Татьяна Четкова).
В 2004 году филармония Тольятти обрела здание с концертным залом в Центральном районе города (бывший Дворец культуры Химиков, затем Дворец искусств (культуры) «Юбилейный»). 2 марта 2005 года состоялось открытие концертного зала филармонии после реконструкции, в результате которой повысилась комфортность, улучшилась техническая оснащенность зала.
14 ноября 2019 года на базе филармонии открыт Виртуальный концертный зал, 19 января 2020 года состоялось открытие камерного зала.

## Фестивали
Международный фестиваль искусств «Классика OPEN FEST» ежегодно с 2010 года проходит в августе-сентябре на различных площадках Самарской области и Поволжья (Самарская, Тольяттинская, Ульяновская филармонии, концертные залы Казани, Димитровграда, Альметьевска, Саранска и др.). Основные виды искусств фестиваля — музыка, театр, литература. Фестиваль включает также образовательные (мастер-классы) и просветительские (публичные лекции, дискуссии) форматы.
Традиционно в фестивале выступают участники Молодежного симфонического оркестра Поволжья, а также коллективы Тольяттинской филармонии. В числе постоянных гостей фестиваля — музыканты из России и зарубежных стран.
Ежегодно проводится порядка 10 концертов фестиваля, которые посещает несколько тысяч слушателей. 
В 2016 году фестиваль вошёл в федеральную программу «Культура России», в 2018-2019 гг. получал поддержку Фонда президентских грантов. Фестиваль 2020 года был перенесен из-за пандемии.
Среди постоянных участников фестиваля  — дирижеры Тимур Зангиев, Валентин Урюпин, Максим Емельянычев. 
Художественный руководитель и главный дирижер фестиваля  — заслуженный артист России, профессор Московской консерватории Анатолий Левин. 